# Cellnex Telecom
Cellnex Telecom ist ein spanischer Telekommunikationsdienstleister. Das Unternehmen betreibt Mobilfunknetze in zwölf europäischen Ländern wie Spanien, Frankreich, Italien und den Niederlanden und ist Teil des spanischen Leitindex IBEX 35. Insgesamt verfügte Cellnex 2023 über mehr als 135.000 Standorte, über welche eine drahtlose Datenübertragung ermöglicht wird. Hierzu zählen beispielsweise Sendemasten, die weiträumige Netze zur drahtlosen Kommunikation aufspannen. Seine Telekommunikationsinfrastruktur bietet das Unternehmen externen Mobilfunkbetreibern, Rundfunkanstalten und öffentlichen Verwaltungen zur Nutzung an. Das Geschäft umfasst nur den Betrieb der Kommunikations-Infrastruktur, direkter Kontakt mit privaten Endkunden besteht nicht.
Cellnex unterhält Datennetze, die die Vernetzung einzelner Gegenstände im Rahmen des Internets der Dinge ermöglichen sollen.
Das Unternehmen firmierte ehemals als Abertis Telecom. Bis 2018 hielt der Infrastrukturkonzern Abertis eine relative Mehrheit am Unternehmen, verkaufte jedoch im Juli 2018 seine Anteile (29,9 % aller Anteile) an die italienische Holding Edizione Srl, der auch die Benetton Group gehört.
Am 23. Juli 2020 teilte Cellnex Telekom die Akquisition des finnischen Unternehmens Ukkoverkot Oy mit. Damit betätigt sich Cellnex im Bereich der privaten 5G/LTE Netze.